# Gabriel García-Badell
Gabriel García-Badell Lapetra (Madrid, 28 de mayo de 1936 - Canfranc, Huesca, 11 de marzo de 1994) fue un escritor español, licenciado en Derecho,  muy vinculado a Aragón, donde trabajó como Letrado del IRYDA (Instituto de Reforma Y Desarrollo Agrario). 
La primera novela que publicó fue "Las manos de mi padre " en 1968, un monólogo en el que el protagonista vuelve a la casa paterna tras un viaje de cuatro años. 
"Autorretrato: Mi vida,  como la de todo el mundo,  es un espacio hueco que se me ha reservado.  Un fogonazo de luz  en la obscuridad que la precede y la sigue.  Pero no queda definida por lo que he hecho hasta ahora.  Más fundamental sería lo que he querido hacer.  Por eso,  en definitiva,  lo importante es lo que quiero y no quiero en este momento..... "
Es conocido especialmente por ser el escritor que más veces ha sido finalista del Premio Nadal, en concreto cuatro ocasiones.

## Obra Literaria
García-Badell ha publicado las siguientes novelas: "Las Manos de mi padre" (Alfaguara, 1968); "De las Armas a Montemolín" (Destino, 1971 primer finalista del premio Nadal); "A cielo abierto" (Editorial Cunillera, 1972); "Las cartas cayeron boca abajo"(Destino, 1972, primer finalista del premio Nadal); "Funeral por Francia"(Destino, 1975); "Muy lejos queda Loc Maríaquer" (Plaza & Janés, 1976); "De rodillas al sol" (Destino, 1977); "La algarada espiritual" (Argos Vergara, 1977), "La Zarabanda" (Destino, 1978, primer finalista del premio Nadal); "Amaro dice que Dios existe y dos novelas más" (Editorial Heraldo de Aragón, 1979); "Nuevo auto de fe" (Destino, primer finalista del premio Nadal); "La mandrágora" (Ámbito literario, 1980); "Sedetania libertada" (Unali, 1981, premio ciudad de Barbastro), "Farsalia" (Diputación General de Aragón, Colección Crónicas del Alba, 1991). En 1994 publica "El relevo de Wojtyla" (Ediciones Libertarias) falleciendo un mes más tarde en la localidad oscense de Canfranc.
En 1997 el Servicio de Cultura del Ayuntamiento de Zaragoza publica "Saturnalia, andante visionario", que transcurre en los valles pirenaicos de Izas y Canal Roya.
Asimismo es autor del ensayo "Individualidades Abarcadoras" así como de "el Verdugo" pieza teatral estrenada en el Corral de Comedias de Almagro. Le ha sido concedido el premio "Ramón J. Sender" de periodismo.
Desde un primer momento sus novelas, localizadas casi siempre en Aragón,  reflejan un argumento transgresor, provocador, siempre reflejando un mundo marginal, en el que transluce la hipocresía social, dando la espalda tanto a los que quieren redimirse como los que quieren salir de este submundo.
Fue un escritor de vocación universal, uno de los pocos herederos de la corriente existencialista, poco amigo de las transacciones y fastos, en absoluto dado al lucimiento y la vanidad.